# Jacek Bil
Jacek Bil – doktor habilitowany nauk o bezpieczeństwie, profesor Wojskowej Akademii Technicznej.

## Życiorys
W 1995 ukończył ukończył Zespół Szkół Budowlanych w Braniewie. W 2012 uzyskał na Wydziale Nauk Społecznych UWM w Olsztynie stopień doktora nauk humanistycznych w zakresie nauk o politycе na podstawie dysertacji „Korupcja jako instrument uprawiania polityki”. Praca doktorska wygrała konkurs szef CBA na najlepszą pracę magisterską/doktorską o tematyce korupcyjnej.
Jest doktorem habilitowanym nauk o bezpieczeństwie, wykłada jako profesor uczelni na Wydziale Bezpieczeństwa, Logistyki i Zarządzania Wojskowej Akademii Technicznej w Warszawie; emerytowany oficer policji, podinspektor Wyższej Szkoły Policji w Szczytnie. Jest autorem publikacji z zakresu bezpieczeństwa i obronności państwa.

## Zainteresowania
Naukowe: zagadnienia związane z bezpieczeństwem ekonomicznym państwa oraz kwestie dotyczące polityki zagranicznej.
Inne: jest licencjonowanym sędzią Okręgowego Kolegium Sędziów i wiceprezesem Warmińsko-Mazurskiego Okręgowego Związku Rugby.